# Rio Jaghjagh

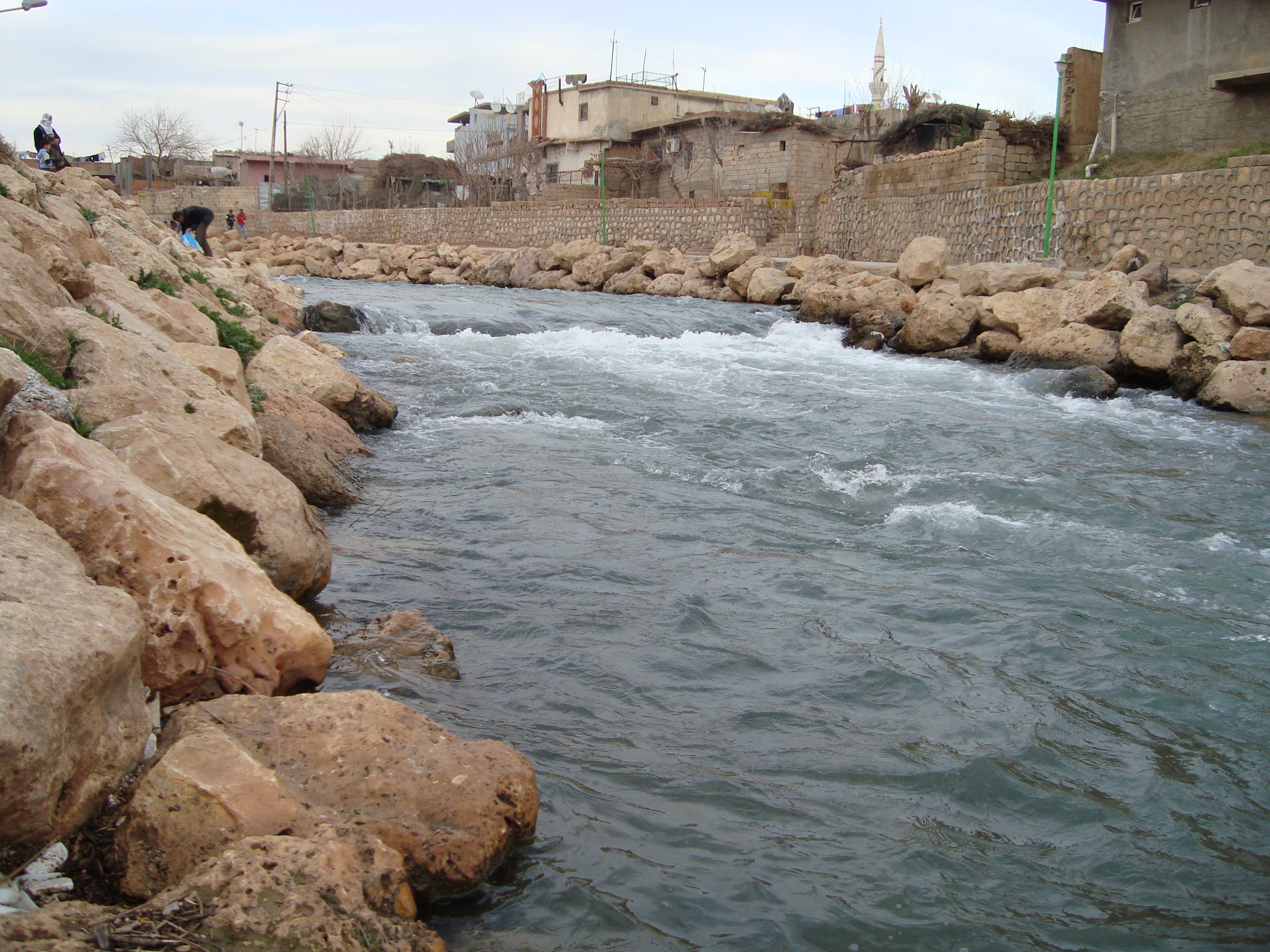
Rio Jaghjagh em Nusaybin

O rio Jaghjagh (em árabe:  Nahr Jaqjaq ou نهر الجغجغ Nahr al-Jaghjagh, em turco:  CAG-cag Deresi, curdos : CEME Nisêbînê ou Cexcex)  é um afluente do rio Khabur na Turquia e Síria.

## Fonte do rio
O rio Jaghjagh tem duas fontes. O ramo mais conhecido é o Siyhasu (que significa Água Escura) na província de Mardin, na Turquia.

## Curso
O rio atravessa a Turquia e a Síria perto das cidades de Nusaybin e Al-Qamishli. A água do rio é muito utilizada na região para a prática da irrigação, tanto na Turquia como na Síria, principalmente porque a região é semi-desértica.